# 温带季风气候
温带季风气候是一种分布于亚欧大陆东部的气候类型。在地理学上，普遍的认为的特征是：“夏季高温多雨，冬季寒冷干燥。”并且该气候有着所有季风气候所具有的雨热同期的特征。在柯本气候分类法中将此气候划归温带大陆性湿润气候。

## 分布
温带季风气候分布于亚欧大陆的东部35°～55°地带，具体在中国秦岭淮河以北、大兴安岭——阴山——贺兰山以东以南，包括华北平原、黄土高原、东北平原，日本关东以北，朝鲜半岛北部及俄罗斯的日本海、鄂霍次克海沿岸。

## 成因
温带季风气候分布于最大的大陆（亚欧大陆）与最大的大洋（太平洋）之间，海陆热力性质差异显著。夏季亚欧大陆低压连成一片，海洋上副熱帶高氣壓西伸北进，从北太平洋副熱帶高氣壓散发出来的东南季风带来丰沛的降水；冬季强大的蒙古高压散发出来的西北季风影响本地。因风向切变符合季风要求，故为季风气候。

## 特徵
1. 夏季高溫多雨：最热月均温在20℃以上，從海洋吹來的東南季風帶來豐沛的降水，全年降水集中于夏季，降水分布由南向北，由沿海向内陆减少。
2. 冬季寒冷干燥：最冷月均温在0℃以下，纬度较高，离冬季风源地近，西北季风强劲，寒冷且降水少。
3. 天气的非周期变化显著：冬季寒潮爆发时，气温在24小时内可下降10余度甚至20余度。
4. 季风显著。

## 自然带
温带落叶阔叶林带、温带阔叶混交林。

## 区内农业景观
小麦、甜菜、花生、棉花等

## 代表城市
- 中华人民共和国 北京
- 中华人民共和国 天津
- 中华人民共和国 西安
- 中华人民共和国 哈尔滨
- 中华人民共和国 沈阳
- 中华人民共和国 長春
- 中华人民共和国 石家莊
- 中华人民共和国 太原
- 中华人民共和国 济南
- 中华人民共和国 鄭州
- 日本 札幌
- 日本 函館
- 日本 青森
- 日本 秋田
- 日本 仙台
- 日本 山形
- 平壤
- 首尔
- 俄羅斯 海参崴